# La Famille foldingue
Série
Le Professeur foldingue
(1996)
Pour plus de détails, voir Fiche technique et Distribution.
La Famille foldingue (Nutty Professor II: The Klumps) est un film américain réalisé par Peter Segal en 2000. C'est la suite du film Le Professeur foldingue (1996).

## Synopsis
Le Professeur Sherman Klump est sur le point d'épouser sa jeune collègue Denise Gaines. Sa famille, qui avait craint de le voir célibataire à vie, est ravie.
Mais Sherman est inquiet. Buddy Love, son odieux alter ego, dont il se croyait débarrassé, surgit sans crier gare et menace gravement ses projets matrimoniaux. Pour éliminer définitivement le gêneur, Sherman décide d'éradiquer l'ADN de son patrimoine. Mais l'opération échoue et Buddy tente de s'emparer du sérum de jouvence inventé par Sherman.

## Fiche technique
Sauf indication contraire, les informations mentionnées dans cette section peuvent être confirmées par la base de données cinématographiques IMDb,  présente dans la section « Liens externes ».
- Titre original : Nutty Professor II: The Klumps
- Titre français : La Famille foldingue
- Titre québécois : Nigaud de professeur II: Les Klumps
- Réalisation : Peter Segal
- Scénario : Paul Weitz, Chris Weitz, Barry W. Blaustein et David Sheffield, d'après une histoire de Steve Oedekerk, David Sheffield, Barry W. Blaustein et les personnages créés par Jerry Lewis
- Musique : David Newman
- Direction artistique : Greg Papalia
- Décors : William A. Elliott et John H. Anderson
- Costumes : Sharen Davis
- Photographie : Dean Semler
- Son : Gregg Landaker, José Antonio García
- Montage : William Kerr
- Production : Brian Grazer

Production déléguée : Jerry Lewis, Eddie Murphy, Tom Shadyac, James D. Brubaker et Karen Kehela Sherwood
Production associée : Arlene Kehela
Coproduction : Jim Whitaker et Michael Ewing
- Société de production[1] : Universal Pictures (un film de Peter Segal) et Imagine Entertainment (une production de Brian Grazer)
- Société de distribution[1] : Universal Pictures et United International Pictures
- Budget : 84 millions de dollars[2],[3] / 65 millions de dollars[4]
- Pays d'origine :  États-Unis
- Langue originale : anglais
- Format[5] : couleur (DeLuxe) - 35 mm - 1,85:1 (Panavision) - son DTS | Dolby Digital | SDDS
- Genre : comédie, romance, science-fiction
- Durée : 106 minutes
- Dates de sortie[6] :
  - États-Unis : 28 juillet 2000
  - France : 30 août 2000
- Classification[7] :
  -  États-Unis : PG-13 - Parents Strongly Cautioned (Certaines scènes peuvent heurter les enfants de moins de 13 ans - Accord parental recommandé, film déconseillé aux moins de 13 ans) (Classé PG-13 pour l'humour grossier et le matériel lié au sexe).
  -  France : Tous publics (visa d'exploitation no 100316 délivré le 11 août 2000)[8].

## Distribution
- Eddie Murphy (V.F. : Med Hondo) : Sherman Klump / Buddy Love / Granny Klump / Mama Klump / Papa Klump / Papa Klump jeune / Ernie Klump / Lance Perkins
- Janet Jackson (V.F. : Annie Milon) : Denise Gaines
- Richard Gant (V.F. : Michel Barbey) : M. Gaines
- Larry Miller (V.F. : Jean-Luc Kayser) : Dean Richmond
- John Ales (V.F. : Olivier Jankovic) : Jason
- Anna Maria Horsford (V.F. : Maryse Meryl) : Mme Gaines
- Ralph Drischell : Zeke
- Jamal Mixon : Ernie Klump Jr.
- Shelma Stern : Mme Dudikoff
- Wanda Sykes : Chantal
- Freda Payne (VF : Martine Meirhaeghe) : Claudine
- Earl Boen (V.F. : Mario Santini) : Dr Knoll, le psychiatre de Sherman
- Nikki Cox : Mlle Stamos (créditée « Bright Student » au générique)

## Accueil

### Accueil critique
Aux États-Unis, le long-métrage a reçu un accueil critique défavorable :
- Sur Internet Movie Database, il obtient un score défavorable de 4,4⁄10 sur la base de 47 680 critiques[13].
- Sur Metacritic, il obtient un avis défavorable de la presse 38⁄100 sur la base de 34 critiques ainsi que des commentaires défavorables du public 5,8⁄10 basés sur 35 évaluations[9].
- Sur l'agrégateur américain Rotten Tomatoes, le film bénéficie d'un taux d'approbation de 26 % basé sur 88 opinions (23 critiques positives et 65 négatives) et d'une note moyenne de 4,41⁄10. Le consensus critique du site Web se lit comme suit: "« Bien qu'Eddie Murphy soit toujours hilarant comme toute la famille Klump, le film s'effondre à cause d'un rythme irrégulier, d'un scénario médiocre et de sketches qui reposent sur le fait d'être grossier plutôt que drôle. »"[10].

En France, les retours sont tout aussi catastrophiques :
- Sur Allociné, il obtient une moyenne de 2,8⁄5 sur la base 14 critiques de la part de la presse[11] et il obtient une moyenne de 1,7⁄5 sur la base 91 critiques de la part des spectateurs[14].
- Sur SensCritique, il obtient une moyenne de 3,9⁄10 sur la base d’environ 3 400 retours du public dont 17 coups de cœur et 145 envies[15].
- Sur Télérama, la note des spectateurs est de 1,55⁄5 pour 344 critiques[12].

### Box-office
| Pays ou région            | Box-office                      | Date d'arrêt du box-office | Nombre de semaines |
| ------------------------- | ------------------------------- | -------------------------- | ------------------ |
| États-Unis (1er week-end) | 42 518 830 $                    | du 28 au 30 juillet 2000   | -                  |
| États-Unis Canada         | 123 309 890 $                   | 4 janvier 2001             | 23                 |
| États-Unis                | 23 088 000 entrées (Approx.)    | -                          | -                  |
| France Paris              | 683 197 entrées 182 218 entrées | -                          | -                  |
| Total hors États-Unis     | 43 030 000 $                    | 4 janvier 2001             | 23                 |
| Total mondial             | 166 339 890 $                   | 4 janvier 2001             | 23                 |

## Distinctions
Entre 2000 et 2001, La Famille foldingue a été sélectionné 17 fois dans diverses catégories et a remporté 2 récompenses.

### Récompenses
| Année | Festivals de cinéma    | Prix                                     | Lauréat(es)                                           |
| ----- | ---------------------- | ---------------------------------------- | ----------------------------------------------------- |
| 2001  | BMI Film and TV Awards | Prix BMI de la meilleure musique de film | David Newman                                          |
| 2001  | BMI Film and TV Awards | Chanson la plus jouée d'un film          | Janet Jackson (pour la chanson Doesn't Really Matter) |

### Nominations
| Année | Festivals de cinéma                                                  | Catégorie                                           | Nommé(es)                                                                       |
| ----- | -------------------------------------------------------------------- | --------------------------------------------------- | ------------------------------------------------------------------------------- |
| 2000  | MTV Video Music Awards                                               | Meilleure vidéo                                     | Sisqó (pour Sisqo Feat. Foxy Brown: Thong Song non censurée)                    |
| 2000  | The Stinkers Bad Movie Awards                                        | Pire remake ou suite                                | -                                                                               |
| 2001  | Academy of Science Fiction, Fantasy and Horror Films - Saturn Awards | Meilleur maquillage                                 | Rick Baker et Nena Smarz                                                        |
| 2001  | American Music Awards                                                | Meilleure bande-son                                 | -                                                                               |
| 2001  | Black Reel Awards                                                    | Meilleure chanson                                   | Janet Jackson, Jimmy Jam et Terry Lewis (pour la chanson Doesn't Really Matter) |
| 2001  | Blockbuster Entertainment Awards                                     | Meilleure bande originale (Internet uniquement)     | -                                                                               |
| 2001  | Blockbuster Entertainment Awards                                     | Meilleur chanson d'un film (Internet uniquement)    | Janet Jackson (pour la chanson Doesn't Really Matter)                           |
| 2001  | Blockbuster Entertainment Awards                                     | Meilleur actrice dans une comédie                   | Janet Jackson                                                                   |
| 2001  | Blockbuster Entertainment Awards                                     | Meilleur acteur dans une comédie                    | Eddie Murphy                                                                    |
| 2001  | Hollywood Makeup Artist and Hair Stylist Guild Awards                | Meilleur maquillage des effets spéciaux             | -                                                                               |
| 2001  | Kids' Choice Awards                                                  | Film préféré                                        | -                                                                               |
| 2001  | Kids' Choice Awards                                                  | Actrice de cinéma préférée                          | Janet Jackson                                                                   |
| 2001  | Kids' Choice Awards                                                  | Acteur de cinéma préféré                            | Eddie Murphy                                                                    |
| 2001  | MTV Movie Awards                                                     | Meilleure performance comique                       | Eddie Murphy                                                                    |
| 2001  | Satellite Awards                                                     | Meilleur acteur dans un film musical ou une comédie | Eddie Murphy                                                                    |

## Autour du film
- Pour expliquer l'absence de Jada Pinkett Smith, qui n'a pas repris son rôle de Carla (par indisponibilité due à sa grossesse, de son mariage avec l'acteur Will Smith), Sherman affirme à Buddy que cette dernière n'était qu'une amie, ce qui suggère qu'il n'a finalement pas eu de relation sentimentale avec elle.
- Si la famille de Sherman restait en retrait dans le premier film, elle a un peu plus d'importance dans cette suite. On y trouve notamment une petite crise de couple entre Cletus et Anna Pearl.
- Au début du film, on retrouve l'acteur Earl Boen. Célèbre pour son rôle du Dr Silberman dans Terminator, c'est son troisième rôle de psychiatre, le second sous la direction de Peter Segal après Y a-t-il un flic pour sauver Hollywood ?.
- On note également la présence de Kathleen Freeman, dans le rôle de la vieille voisine de Denise, par ailleurs un de ses derniers films.
- Janet Jackson (Denise), qui est d'abord chanteuse, a coécrit et interprété la chanson Doesn't Really Matter pour la bande originale du film : elle y est utilisée et son vidéoclip en intègre des séquences.
- Comme pour son prédécesseur, le film se termine par un bêtisier des scènes tournées.

## Editions en vidéo
- La Famille foldingue est sorti en VOD le 18 mars 2017[2].